# Distrito fitogeográfico del golfo San Jorge

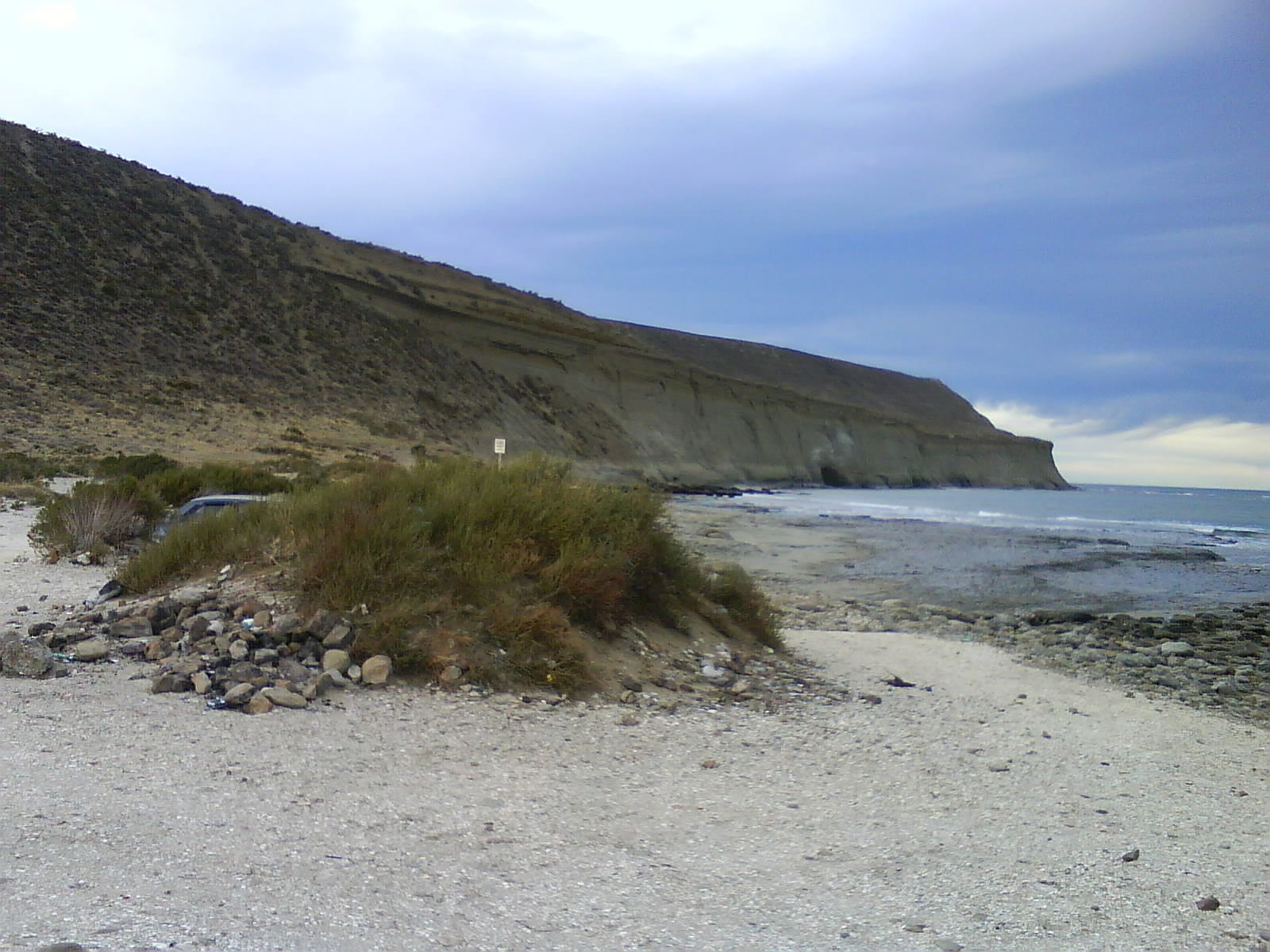
Costa de Rada Tilly.

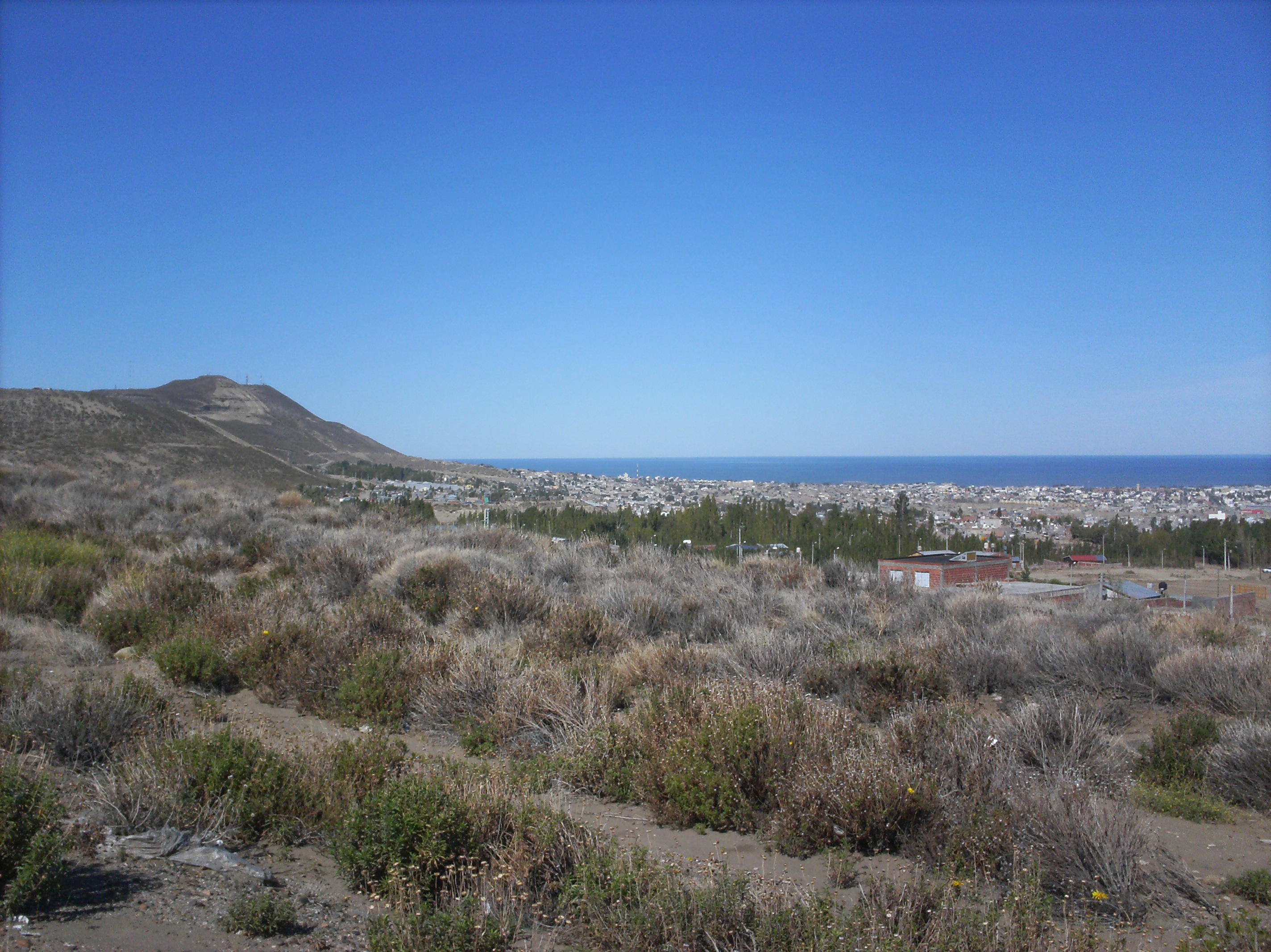
Alrededores de Comodoro Rivadavia, provincia de Chubut, Argentina, distrito fitogeográfico Patagónico del Golfo de San Jorge.

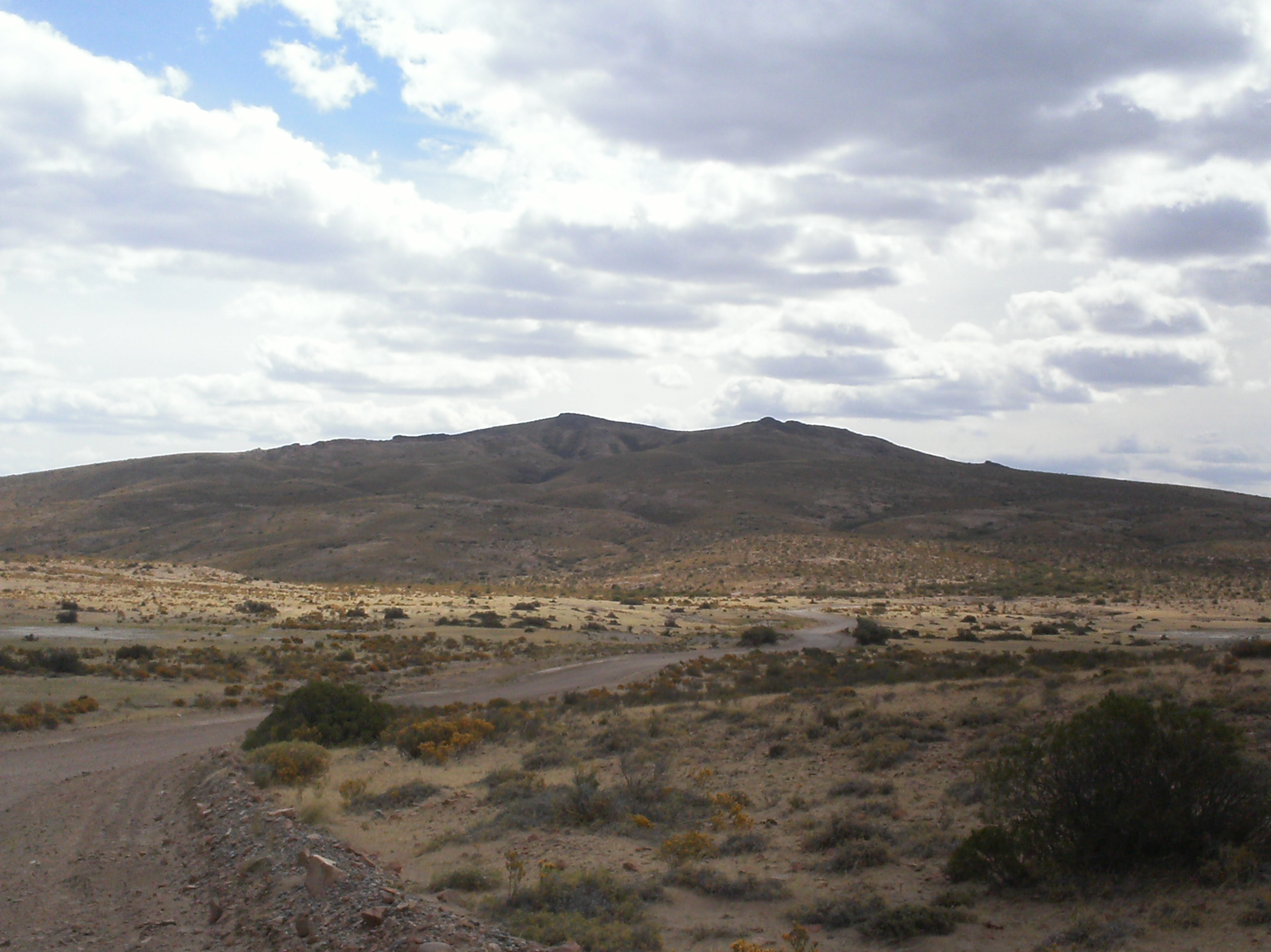
Vista de los alrededores de Camarones, distrito fitogeográfico del Golfo de San Jorge.

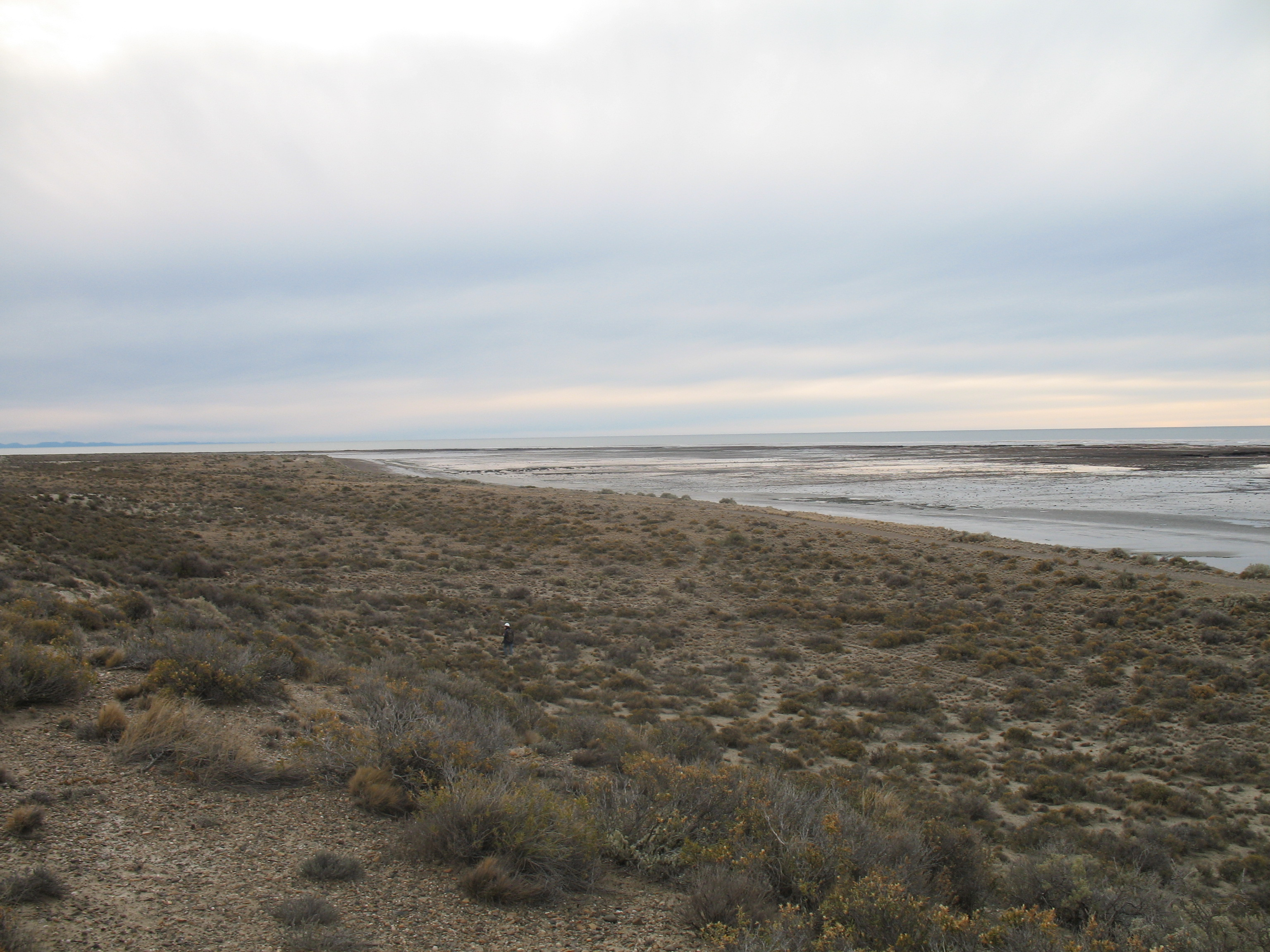
Vista de la playa Punta Murphy, cerca de Caleta Olivia, provincia de Santa Cruz, Argentina.

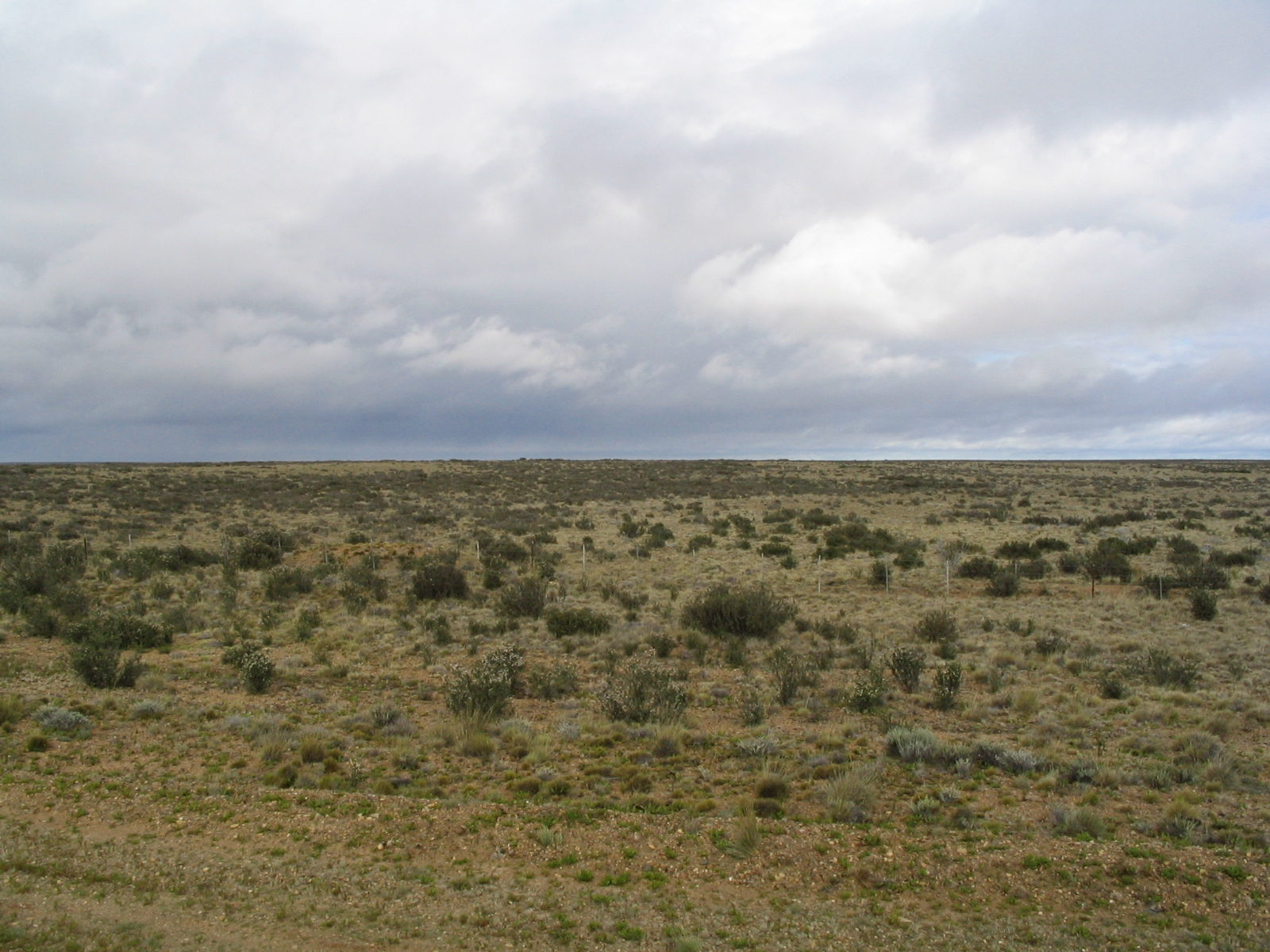
La estepa patagónica cerca de Fitz Roy, provincia de Santa Cruz, Argentina. Esta es la zona de contacto entre el distrito fitogeográfico del golfo San Jorge y el distrito fitogeográfico Patagónico Central, ambos pertenecientes a la provincia fitogeográfica Patagónica.

El distrito fitogeográfico patagónico del golfo San Jorge es uno de los distritos fitogeográficos en que se divide la provincia fitogeográfica patagónica. Se lo encuentra en la región centro-oriental de la patagonia de la Argentina. Incluye en su mayor parte formaciones de estepas herbáceas, estepas arbustivas, y matorrales de arbustos.

## Sinonimia
Distrito fitogeográfico Patagónico del Golfo de San Jorge, distrito fitogeográfico del Golfo de San Jorge, distrito del Golfo de San Jorge, distrito del Golfo San Jorge, formación Patagónica, estepa Patagónica, desierto Patagónico, erial Patagónico, semidesierto Patagónico.

## Distribución
Según la clasificación de Ángel Lulio Cabrera, este distrito fitogeográfico cubre las mesetas que rodean el golfo de San Jorge del mar Argentino del océano Atlántico, en la región centro-oriental de la patagonia de la Argentina. Abarca una media luna alrededor de dicho golfo de unos 80 km tierra adentro, incluyendo el sector sur de la meseta de Montemayor, la Pampa del Castillo y la meseta de Malaspina.
Parte en el norte desde el paraje de Cabo Raso en el centro-este de la provincia de Chubut, llegando por el sur hasta el paraje de punta Casamayor en el noreste de Santa Cruz.
Al norte contacta con la provincia fitogeográfica del monte; al este con las costas del mar Argentino entre cabo Raso y punta Casamayor; más hacia el sur y hacia el oeste limita con el Distrito fitogeográfico Patagónico Central de la Provincia fitogeográfica Patagónica.
Las altitudes generalmente van desde el nivel del mar hasta los 400 m s. n. m.

## Afinidades florísticas
Este Distrito fitogeográfico guarda estrecha relación con el distrito fitogeográfico patagónico central de la provincia fitogeográfica patagónica el cual lo rodea por el sur y el oeste. Las relaciones con la provincia fitogeográfica del monte son más remotas, postulándose que las especies patagónicas endémicas de los géneros Prosopis, Larrea, Schinus, Lycium, etc, son relictos que reflejan un pasado patagónico reciente, en donde la provincia fitogeográfica del Monte ocupó una mayor superficie avanzando hacia el sur por la lomadas costeras marinas las cuales ofrecen condiciones más cálidas y húmedas que el riguroso interior, experimentando posteriormente una retracción areal.

## Características
El distrito fitogeográfico se caracteriza por ser el que se desarrolla en la zona patagónica menos afectada por las nevadas invernales, las que suelen durar pocos días, pues la región es morigerada por el cercano mar Argentino. Comprende estepas herbáceas, estepas arbustivas, y matorrales de arbustos.
Sobre un visible suelo desnudo, la vegetación se muestra como un mar de arbustos bajos, compactos, y dispersos, rodeados de gramíneas bajas y duras del tipo del coirón, las que cuentan con espinas, resinas y esencias que las tornan desagradables para los herbívoros. La vegetación toda presenta adaptaciones para soportar déficit hídricos prolongados junto con fuertes vientos. La principal actividad económica es la ganadería ovina. El uso poco racional de las comunidades vegetales produjo un severo proceso de desertificación y degradación. La explotación petrolífera ha desplazado a la ovinocultura como proveedor de recursos económicos en este distrito.

## Suelos
Los suelos se presentan con texturas gruesas, pedregoso-arenosos, con muy escasa materia orgánica, y de reacción débilmente alcalina. Abundan los cantos rodados, y las cenizas volcánicas.

## Relieve
El relieve se presenta desde el mar como una sucesión de terrazas y mesetas aplanadas o algo onduladas, con sierras bajas de bordes redondeados, pulidos, gastados a causa de la intensa erosión a la que fueron sometidas.

## Clima
El clima es templado-frío, y seco. Esta zona es menos afectada por las nevadas invernales, las que suelen durar pocos días, pues la región es morigerada por el cercano mar Argentino.
El viento predominante es el cuadrante oeste con una velocidad media de 42 km/h con ráfagas violentas y persistentes, lo que agrava enormemente la aridez. En lo que respecta a las precipitaciones son escasas durante todo el año, sobre todo en el verano, pero superiores a localidades más alejadas del océano, totalizando siempre más de 200 mm/año. En cuanto a las temperaturas, se aprecian inviernos frescos con algunos días lluviosos, y veranos secos y cálidos.
La temperatura media anual es de 13,1 °C, y la humedad relativa promedio anual es de 51 %.
El tipo climático característico es el Patagónico Semiárido.

## Especies principales
La comunidad climáxica de este distrito es la estepa arbustiva. En los cañadones dominan: el duraznillo (Colliguaya integerrima), y la malaspina (Trevoa patagonica); las acompañan: Stipa humilis), Poa ligularis, el quilembay (Chuquiraga avellanedae), Mutisia retrorsa, Phacelia magellanica, Loasa bergii, Magallana porifolia, el mamuel-choique (Adesmia campestris), el mata guanaco (Anarthrophyllum rigidum), etc.
Aquí pueden encontrarse también algunos elementos de la Provincia fitogeográfica del Monte: Stipa tenuis, el mancacaballo (Prosopidastrum globosum), Schinus, Prosopis etc, o, si bien endémicos, con un primitivo origen en él: la jarilla patagónica (Larrea ameghinoi), etc.
En los faldeos se encuentran: Colliguaya integerrima, el calafate (Berberis cuneata), Stipa humilis, Poa ligularis, Verbena ligustrina, Huanaca acaulis, Amsinckia hispida, Anarthrophyllum rigidum, Ephedra ochreata, Adesmia trijuga, Erodium circutarium, Magallana porifolia, Plagiobothrys calandrinioides, Cerastium arvense, Acaena platyacantha, Calceolaria polyrrhiza, Phacelia magellanica, Mulinum spinosum, Senecio filaginoides, Perezia recurvata, Lycium chilense, Microsteris gracilis, etc.
En las crestas de las mesetas destacan: Ephedra frustillata, Poa ligularis, Stipa patagonica, Stipa humilis, el coirón dulce (Festuca pallescens), el coirón negro (Festuca argentina), Brachyclados caespitosus, Azorella monantha, Mulinum microphyllum, Cruckshanksia glacialis, Benthamiella patagonica, etc.
En las vegas la humedad no suele faltar. Allí abundan: Eleocharis, Carex, Calamagrostis, Poa pratensis, Poa annua, Hordeum secalinum var. publiflorum, Avenella flexuosa, Phleum alpinum, Euphrasia antarctica, Puccinellia magellanica, Alopecurus antarcticus, Agrostis magellanica, Scirpus, Gentiana patagonica, Gentiana magellanica, etc.